# È stata la mano di Dio
È stata la mano di Dio è un film parzialmente autobiografico del 2021 scritto, diretto e co-prodotto da Paolo Sorrentino.
È stato presentato in concorso alla 78ª Mostra internazionale d'arte cinematografica di Venezia, dove ha vinto il Leone d'argento - Gran premio della giuria. Il giovane Filippo Scotti, alla sua seconda esperienza cinematografica, ha ricevuto il premio Marcello Mastroianni. Il film è stato selezionato per rappresentare l'Italia agli Oscar 2022 nella sezione del miglior film internazionale, nella quale è stato candidato.

## Trama
(Citazione di Diego Armando Maradona presente nei titoli di testa)
Napoli, 1984. Fabietto Schisa vive un'adolescenza spensierata in compagnia dei genitori Saverio e Maria e dei fratelli Marchino e Daniela. Gli Schisa, circondati da una pletora di parenti e amici sui generis, sono molto uniti e nutrono un grande affetto reciproco ma la loro serenità è guastata da alcuni eventi: la bella e spregiudicata Patrizia, sorella di Maria, viene picchiata dal marito Franco dopo avergli raccontato di un incontro miracoloso con san Gennaro e il munaciello, dietro il quale si nasconderebbe l'abitudine della donna a prostituirsi; Marchino, aspirante attore, viene bocciato a un provino con il regista Federico Fellini e perde fiducia nelle proprie capacità; infine Maria scopre che Saverio l'ha tradita con una collega di lavoro e lo caccia di casa in seguito a un furibondo litigio. Ad alleviare questi problemi c'è un evento storico: il leggendario calciatore Diego Armando Maradona viene acquistato dal Napoli; la gioia e l'attesa per questa notizia coinvolge gli Schisa, i loro amici e l'intera Napoli e per Fabietto, dotato di estrema sensibilità, diventa il baluardo emotivo a cui aggrapparsi per superare tutte le tristezze.
Saverio e Maria si riappacificano e acquistano una villetta a Roccaraso dove passare le vacanze insieme alla famiglia. Un giorno propongono a Fabietto di seguirli là per un fine settimana in montagna, ma il ragazzo rifiuta poiché quella domenica si terrà la partita Napoli-Empoli, alla quale lui assisterà per veder giocare il suo idolo Maradona. Quel giorno, Saverio e Maria muoiono a causa di una perdita di monossido di carbonio prodotto dal caminetto. La disgrazia getta nello sconforto e nel dolore i fratelli Schisa; Fabietto in particolare rimarrà segnato dal fatto che i medici gli impediscano di vedere i corpi dei genitori. Al tempo stesso, il ragazzo matura la consapevolezza che, se non fosse stato trattenuto a Napoli dalla partita, probabilmente sarebbe morto anche lui: a salvarlo, nelle parole di suo zio Alfredo, è stata letteralmente "la mano di Dio", come veniva soprannominato il calciatore dopo aver segnato il celebre goal di mano. Disorientato e senza punti di riferimento, Fabietto cerca di superare il lutto e trovare la sua strada.
Nel frattempo zia Patrizia viene ricoverata in un ospedale psichiatrico: quando il ragazzo si reca a trovarla, la donna gli rivela che dopo l'incontro con san Gennaro e il munaciello era rimasta miracolosamente incinta ma, in seguito a nuove percosse da parte del marito, aveva subìto un aborto spontaneo e aveva chiesto di essere internata pur non soffrendo di alcuna malattia mentale allo scopo di sfuggire a una vita che la opprimeva; di conseguenza, anche nel ragazzo inizia a maturare l'idea di trasferirsi a Roma. Consuma il suo primo rapporto sessuale con l'anziana baronessa Focale, vicina di casa che, comprendendo il suo dramma, lo invita a casa propria con un espediente; in seguito stringe amicizia con il contrabbandiere Armando, che lo porterà a scoprire il sottobosco della delinquenza napoletana; al contempo sogna di studiare cinematografia, affascinato da una pellicola surrealista di Antonio Capuano e dall'attrice est-europea Yulia. Intanto Fabietto vede deteriorarsi anche il rapporto con Marchino, il quale reagisce al dolore evitando di preoccuparsi del futuro, e con Daniela, che gli rivela l'esistenza di un fratellastro illegittimo avuto dal padre con la sua amante.
Durante uno spettacolo di Yulia, Fabietto vede intervenire lo stesso Antonio Capuano, che con ferocia stronca la recitazione dell'attrice, evidenziandone platealmente tutti i difetti. Il ragazzo ha un lungo colloquio col regista, nel quale gli esprime il desiderio di andare a Roma per studiare cinema; Capuano, tuttavia, comprende che questo sarebbe soltanto il suo tentativo di sfuggire al dolore, e gli rivela che il cinema non avrà mai il potere di guarirlo dal lutto; lo invita pertanto a «non disunirsi», ossia a non fuggire da Napoli e dal suo passato, e gli propone di fare cinema con lui per poter raccontare le molte storie che offre la città. Dopo che Napoli vince il suo primo scudetto, Fabietto comprende di non poter più resistere al dolore e decide quindi di tener fede al proposito di recarsi a Roma: lungo il tragitto in treno, in una stazione desolata, Fabietto vede apparire un munaciello, che lo saluta con lo stesso fischio adoperato dai genitori per esprimere affetto reciproco e ai figli.

## Produzione
Nel luglio 2020, è stato annunciato che Paolo Sorrentino avrebbe scritto, diretto e prodotto il film, con Netflix annesso alla distribuzione. Nello stesso mese, un avvocato di Diego Armando Maradona ha dichiarato che stava esplorando un'azione legale contro il film per il suo titolo, poiché è un riferimento al gol di Maradona alla Coppa del Mondo FIFA del 1986 contro l'Inghilterra e l'uso dell'immagine di Maradona non era autorizzato. Netflix ha risposto che il film non è un film sportivo o su Maradona ma una storia personale ispirata alla giovinezza di Sorrentino. Nel settembre 2020, Toni Servillo si è unito al cast del film, con le riprese iniziate lo stesso mese a Napoli.
È stato utilizzato come location per una scena iniziale del film lo Scoglio Isca, isola della penisola sorrentina abitata da Eduardo De Filippo e suo personale luogo di riflessione.

## Promozione
Il trailer è stato diffuso online il 19 agosto 2021.

## Distribuzione
Il film è stato presentato in anteprima il 2 settembre 2021 in concorso alla 78ª Mostra internazionale d'arte cinematografica di Venezia, ed è stato distribuito limitatamente nelle sale cinematografiche italiane a partire dal 24 novembre dello stesso anno, per poi arrivare su Netflix il 15 dicembre.

## Accoglienza

### Incassi
Per quanto gli incassi del film non siano stati registrati da Cinetel, in quanto prodotto da Netflix, l'ANSA ha riportato come il lungometraggio di Sorrentino abbia incassato all'incirca 7 milioni di euro, divenendo la pellicola italiana più vista del 2021. Il film non è riuscito tuttavia a superare i costi di produzione, che ammontano a 13 049 974 euro.

### Critica
Sull'aggregatore di recensioni Rotten Tomatoes ha un indice di gradimento dell'84% basato su 147 recensioni, con un voto medio di 7,3 su 10. Su Metacritic ha ottenuto un punteggio di 76 su 100, indicando «recensioni generalmente positive».

## Riconoscimenti
- 2022 – Premio Oscar[12]

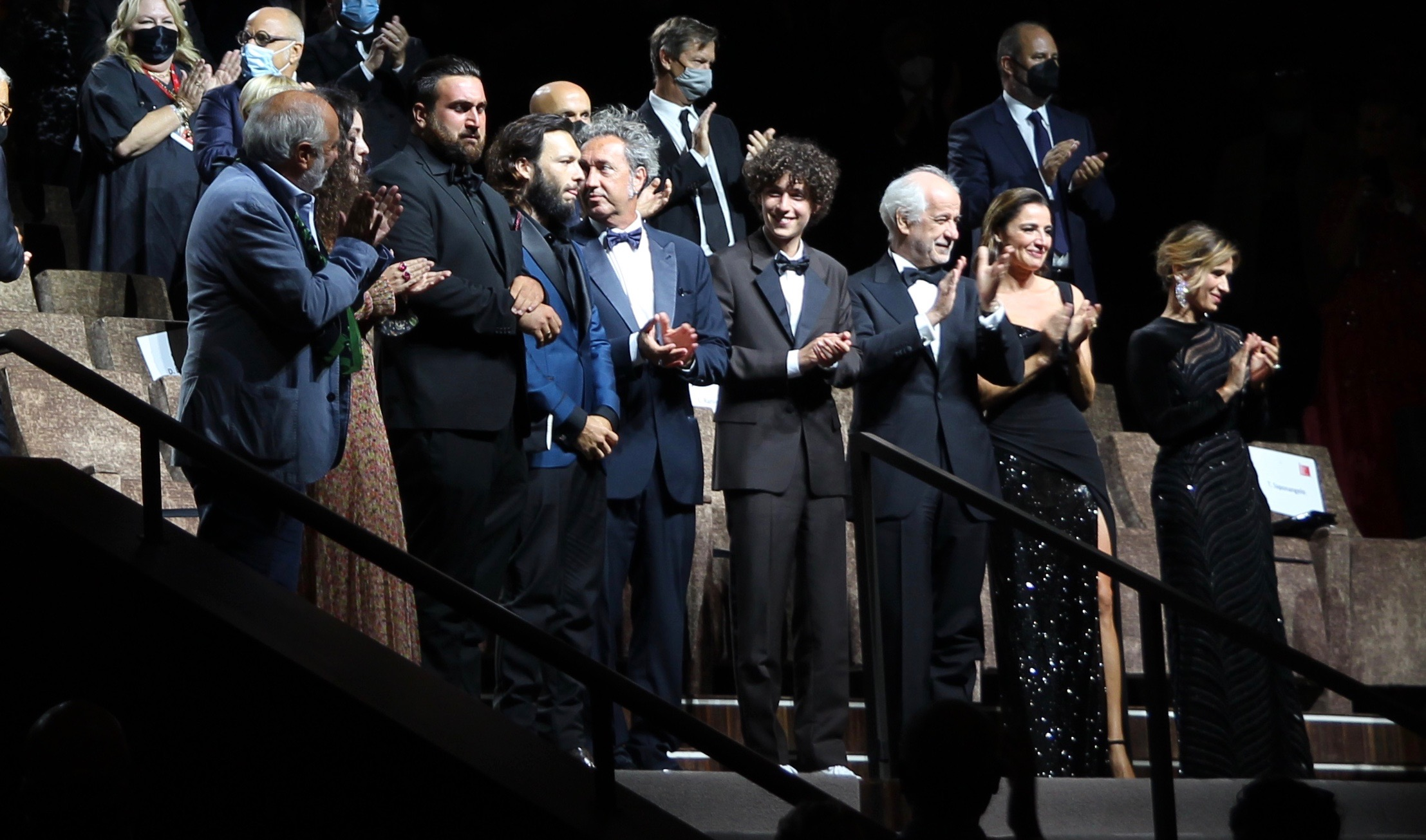
Paolo Sorrentino e il cast del film durante la première al Festival di Venezia 2021

  - Candidatura al miglior film internazionale
- 2022 – Golden Globe[13]
  - Candidatura al miglior film straniero
- 2022 – David di Donatello[14]
  - Miglior film
  - Miglior regista a Paolo Sorrentino
  - Migliore attrice non protagonista a Teresa Saponangelo
  - Migliore autore della fotografia a Daria D'Antonio
  - David Giovani
  - Candidatura alla migliore sceneggiatura originale a Paolo Sorrentino
  - Candidatura al miglior produttore a Paolo Sorrentino e Lorenzo Mieli
  - Candidatura al migliore attore protagonista a Filippo Scotti
  - Candidatura al migliore attore non protagonista a Toni Servillo
  - Candidatura alla migliore attrice non protagonista a Luisa Ranieri
  - Candidatura alla migliore scenografia a Carmine Guarino e Iole Autero
  - Candidatura ai migliori costumi a Mariano Tufano
  - Candidatura al miglior trucco a Vincenzo Mastrantonio
  - Candidatura al miglior montaggio a Cristiano Travaglioli
  - Candidatura al miglior suono a Emanuele Cecere
  - Candidatura ai migliori effetti speciali visivi VFX a Rodolfo Migliari
- 2022 – Nastro d'argento
  - Miglior film
  - Miglior attrice protagonista a Teresa Saponangelo
  - Miglior attrice non protagonista a Luisa Ranieri
  - Miglior casting director a Annamaria Sambucco e Massimo Appolloni
  - Candidatura al miglior regista a Paolo Sorrentino
  - Candidatura alla miglior sceneggiatura a Paolo Sorrentino
  - Candidatura alla miglior fotografia a Daria D'Antonio
  - Candidatura alla miglior scenografia a Carmine Guarino
  - Candidatura ai migliori costumi a Mariano Tufano
  - Candidatura al miglior montaggio a Cristiano Travaglioli
  - Candidatura al miglior sonoro all'intero reparto del suono
  - Candidatura alla miglior colonna sonora a Lele Marchitelli
- 2022 - Ciak d'oro[15][16]
  - Miglior regista a Paolo Sorrentino
  - Candidatura a migliore attrice a Teresa Saponangelo
  - Candidatura a migliore manifesto
- 2022 – Premio BAFTA[17]
  - Candidatura al miglior non in lingua inglese
  - Candidatura al miglior casting a Annamaria Sambucco e Massimo Appolloni
- 2021 – Festival di Venezia
  - In concorso per il Leone d'oro al miglior film
  - Leone d'argento - Gran premio della giuria a Paolo Sorrentino
  - Premio Marcello Mastroianni a Filippo Scotti
  - Premio Pasinetti per la migliore attrice a Teresa Saponangelo
  - Premio Pasinetti per il migliore film a Paolo Sorrentino
- 2021 – European Film Awards
  - Candidatura al miglior film a Paolo Sorrentino
  - Candidatura alla migliore sceneggiatura
  - Candidatura al miglior regista a Paolo Sorrentino
- 2022 – AARP Movies for Grownups Awards
  - Candidatura per il miglior film straniero
- 2021 – Black Film Critics Circle Awards
  - Miglior film straniero
- 2022 – Broadcast Film Critics Association Awards
  - Candidatura per il miglior film straniero
- 2022 – Capri Hollywood International Film Festival
  - Best International Feature
  - Best Director a Paolo Sorrentino
  - Breakout Actor of the Year a Filippo Scotti
  - European Feature Film of the Year
  - European Director of the Year a Paolo Sorrentino
  - European Producer of the Year a Lorenzo Mieli
  - Italian Actor of the Year a Toni Servillo
  - Italian Actress of the Year a Teresa Saponangelo
- 2022 – CinEuphoria Awards - International Competition
  - Miglior film
  - Miglior regista a Paolo Sorrentino
  - Miglior cast
  - Miglior trailer
  - Top 11 dei migliori film dell'anno
  - Candidatura al miglior attore protagonista a Filippo Scotti
  - Candidatura al miglior attore non protagonista a Toni Servillo
  - Candidatura ala migliore attrice non protagonista a Luisa Ranieri
  - Candidatura ala migliore attrice non protagonista a Teresa Saponangelo
- 2021 – Dallas-Fort Worth Film Critics Association
  - Candidatura al miglior film straniero
- 2021 – Dublin Film Critics Circle Awards
  - Candidatura alla migliore fotografia a Daria D'Antonio
- 2021 – Florida Film Critics Circle Awards
  - Miglior film straniero
- 2022 – Georgia Film Critics Association
  - Candidatura al miglior film straniero
- 2022 – Hawaii Film Critics Society
  - Miglior film straniero
- 2022 – International Cinephile Society
  - Candidatura alla miglior breakthrough performance a Filippo Scotti
- 2022 – Kansas City Film Critics Circle Awards
  - Candidatura al miglior film straniero
- 2021 – London Critics Circle Film Awards
  - Candidatura al miglior film straniero
- 2021 – London Film Festival
  - Candidatura al miglior film
- 2021 – Middleburg Film Festival
  - International Spot Award a Paolo Sorrentino
- 2021 – Mill Valley Film Festival
  - Festival Award a Paolo Sorrentino e Filippo Scotti
- 2022 – Motion Picture Sound Editors
  - Candidatura al miglior montaggio sonoro in un film straniero a Silvia Moraes
- 2022 – Music City Film Critics Association
  - Candidatura al miglior film internazionale
- 2021 – Newport Beach Film Festival
  - Audience Award
- 2022 – North American Film Critic Association
  - Candidatura alla migliore fotografia a Daria D'Antonio
  - Candidatura al miglior film straniero
- 2022 – North Dakota Film Society Awards
  - Candidatura al miglior film internazionale
- 2022 – Palm Springs International Film Festival
  - Candidatura al miglior film straniero
- 2021 – Phoenix Critics Circle
  - Candidatura al miglior film straniero
- 2021 – Phoenix Film Critics Society Awards
  - Miglior film straniero
- 2022 – Satellite Award
  - Candidatura al miglior film straniero
- 2022 – Seattle Film Critics Society
  - Candidatura al miglior film straniero
- 2022 – Set Decorators Society of America
  - Best Achievement in Decor/Design of a Feature Film - Contemporary
- 2021 – South African Online Film Critics
  - Miglior film internazionale
- 2021 – St. Louis Film Critics Association
  - Candidatura al miglior film straniero
- 2021 – Sydney FIlm Festival
  - Candidatura al miglior film